# Boonwurrung jezik
Boonwurrung jezik (privatni kodni naziv je 0hq), jedan od australskih jezika iz južnoaustralske države Victoria, uz Bassov prolaz. 
Njime govore pripadnici istoimenog plemena Bonurong poznatim pod još mnogobrojnim oblicima ovog imena. Pripada porodici pama-myunga, uža skupina kulin.
Ostali brojnivi za jezik ili pleme su: Bunurong; Boon Wurrung; Bun wurrung; Boatnairo; Boatnarro; Putnaroo; Putmaroo; Bonurong; Bonnings; Boonnong; Boomerang; Port Phillip Aborigines; Bon-gar-rong; Bon-ga-rong; Boom ner wrong; Boomerong; Boonerong; Boong wer rong; Boongerong; Bounworong; Boonwoorong; Boonworong; Bonwarry; Westernport blacks; Boong.er.rong; Boong.er.ong; Bonwerong; Boormarong; Boonmerong; Bon-worong; Boonmorong; Bon-wrogon; Boonrong; Boongerang; Boon.ger.rong; Boonwo-rong; Western Port tribe; Boonurong; Bonwrong; Boungerong; Bournourong; Boongurong; Boonguerong; Boonwerung; Boonwerong; Boomeronge; Boon wurong; Coast tribe; Boonoorong; Boon-oor-rong; Boonurrong; Bunwurru; Bun-wurru; Bunwurung; Boon-wurung; Boon wurung; Borawong; Bunoorong; bunurong; Boonerang; Bunuron; Bunarong; Bunerong; Boonoor-ong; Bunwurong; Bunwurra; Thurung; Boonoorung; Boonworung; Boonwurrong; Bonourong; Bunerung; Boonooroong.

## Vanjske poveznice
- Australian Macro-Phylum: O'Grady, Voegelin, Voegelin 1966
- Australian: Composite